# Meraux
Meraux es un lugar designado por el censo (en inglés, census-designated place) ubicado en la parroquia de St. Bernard, Luisiana, Estados Unidos. Según el censo de 2020, tiene una población de 6804 habitantes.

## Geografía
La localidad está ubicada en las coordenadas 29°55′39″N 89°55′9″O / 29.92750, -89.91917. Según la Oficina del Censo de los Estados Unidos, tiene una superficie total de 12.46 km², de la cual 10.74 km² corresponden a tierra firme y 1.72 km² son agua.

## Demografía

### Censo de 2020
| Raza                   | Núm. | Porc.  |
| ---------------------- | ---- | ------ |
| Blancos                | 4663 | 68.53% |
| Afroamericanos         | 1024 | 15.05% |
| Amerindios             | 45   | 0.66%  |
| Asiáticos              | 156  | 2.29%  |
| Isleños del Pacífico   | 2    | 0,03%  |
| Otras razas            | 144  | 2.12%  |
| De una mezcla de razas | 770  | 11.32% |
| Total                  | 6804 | 100%   |

Del total de la población, el 12.82% son hispanos o latinos de cualquier raza.

### Censo de 2010
Según el censo de 2010,en ese momento había 5816 personas residiendo en Meraux. La densidad de población era de 466,27 hab./km². El 82.03% eran blancos, el 10.59% eran afroamericanos, el 0.81% eran amerindios, el 1.72% eran asiáticos, el 0.05% eran isleños del Pacífico, el 2.25% eran de otras razas y el 2.54% pertenecían a dos o más razas. Del total de la población, el 7.93% eran hispanos o latinos de cualquier raza.